# Cantó de Béthune-Nord
El cantó de Béthune-Nord és un cantó francès del departament del Pas de Calais, situat al districte de Béthune. Té 5 municipis i part del de Béthune.

## Municipis
- Annezin
- Béthune (part)
- Chocques
- Oblinghem
- Vendin-lès-Béthune

## Història
| Data d'elecció                           | Identitat             | Partit        | Qualitat |
| ---------------------------------------- | --------------------- | ------------- | -------- |
| 1945-1948                                | M. Lecointré          | PCF           |          |
| 1948-1961                                | Emile Vanrullen       | SFIO          |          |
| 1961-1967                                | Maurice Cassez        | MRP           |          |
| 1967-1985                                | Edouard Carlier       | PCF           |          |
| 1985-1994                                | Jacques Mellick       | PS            |          |
| 1994-2008                                | Marie-France Deleflie | Divers droite |          |
| 2008-                                    | Isabelle Péru         | MRC           |          |
| les dades anteriors no són pas conegudes |                       |               |          |
|                                          |                       |               |          |